# Cold Sweat
Singles de Thin Lizzy
Hollywood (Down on Your Luck)
(1982) Thunder and Lightning
(1983)
Cold Sweat est une chanson du groupe de rock irlandais Thin Lizzy issue de l'album Thunder and Lightning. La chanson a été écrite et composée par le chanteur/bassiste Phil Lynott et le guitariste John Sykes.
Le single s'est classé à la 27e position au Royaume-Uni et à la 23e en Irlande.
La chanson a été reprise par de nombreux artistes dont Sodom (parue sur Better off Dead), Helloween (sur l'EP Perfect Gentleman), Jørn Lande (Unlocking the Past), Kalmah (12 Gauge) ou encore Megadeth (Super Collider) 

## Liste des titres
| A1. | Cold Sweat                   | Phil Lynott, John Sykes     | 3:07 |
| A2. | Bad Habits                   | Phil Lynott, Scott Gorham   | 4:03 |
| B1. | Angel of Death (live)        | Phil Lynott, Darren Wharton | 7:26 |
| B2. | Don't Believe a World (live) | Phil Lynott                 | 8:13 |

- Les titres Angel of Death et Don't Believe a World ont été enregistrés en 1981 dans la salle HMV Hammersmith Apollo[1].

## Composition du groupe
- Phil Lynott - chants, basse
- Scott Gorham - guitare
- John Sykes - guitare
- Brian Downey - batterie
- Darren Wharton - claviers